# Letheobia crossii
Espèce
Synonymes
- Typhlops crossii Boulenger, 1893
- Rhinotyphlops crossii (Boulenger, 1893)

Statut de conservation UICN

 LC  : Préoccupation mineure
Letheobia crossii est une espèce de serpents de la famille des Typhlopidae. 

## Répartition
Cette espèce se rencontre au Nigeria et au Togo.

## Description
Dans sa description Boulenger indique que le spécimen en sa possession mesure 27 cm.

## Étymologie
Cette espèce est nommée en l'honneur de William Henry Crosse (1859–1903).

## Publication originale
- Boulenger, 1893 : Catalogue of the Snakes in the British Museum (Natural History), vol. 1, p. 1-448 (texte intégral).